# Гејнсвил (Алабама)
Гејнсвил (енгл. Gainesville) град је у америчкој савезној држави Алабама. По попису становништва из 2010. у њему је живело 208 становника.

## Демографија
Према попису становништва из 2010. у граду је живело 208 становника, што је 12 (5,5%) становника мање него 2000. године.
| Група             | 2000.       | 2010.       |
| Белци             | 50 (22,7%)  | 34 (16,3%)  |
| Афроамериканци    | 170 (77,3%) | 171 (82,2%) |
| Азијати           | 0 (0,0%)    | 0 (0,0%)    |
| Хиспаноамериканци | 0 (0,0%)    | 0 (0,0%)    |
| Укупно            | 220         | 208         |